# SoftRAM
SoftRAM および SoftRAM95 とは、『Windowsの利用可能な物理メモリを、ハードウェアの追加なしで2倍にする』と謳ったソフトウェアである。しかし、後にこのソフトはその謳っている機能を実現しようとすらしていないことが明らかとなった。1996年7月、米国連邦取引委員会(FTC)はこのソフトウェアの性能について「誤っており、誤解を招く」として、開発元であるSyncronys社を告発した。
また、このソフトウェアは2006年にPC Worldによって発表された『The 25 Worst Tech Product of All Time』(史上最悪の25製品) にて第3位に選ばれている。

## SoftRAM
SoftRAM はWindows 3.xにて動作する。1995年5月にリリースされて以降、10万台以上が販売された。
Windows 3.xで発生するほとんどのメモリエラーは、コンピュータの最初の1MB分のメモリ、つまりコンベンショナル・メモリが満杯になることで発生する。Windowsは起動してくるすべてのプログラムに対し、「プログラム・セグメント・プレフィックス」（"Program Segment Prefix", PSP）と呼ばれる構造体をこのメモリ領域に割り当てなければならない。DLLがこの領域に割り当てられるのを防ぐことで、ユーザーが起動するプログラム用により多くのメモリを残そうとするユーティリティもあり、この手法はほかのメモリ最適化ツールにも一般的に用いられていた。また、SoftRAMはハードディスクのスワップファイル内に保存される仮想メモリのデータを圧縮することで、利用可能な仮想メモリの量を増やし、スワップファイルの読み書きの回数を少なくすると謳っていた。SoftRAMは、他にもWindowsのページファイルの容量を増やす等の機能を有していたが、これはシステムの設定さえ変えれば特別な追加投資・追加ソフトウェアなしで簡単に実現可能なものであった。

## SoftRAM95
SoftRAM95 は1995年8月にリリースされ、Windows 95にて動作した。60万台以上が販売され、販売価格は79.95米ドル、60フランまたは170マルクであった。
Windows 95が発売された当初、Windows 95上でのソフトウェアの動作には最低でも4MB、可能であれば8MBのRAMが必要であったことから、これらソフトウェアは常時メモリ不足であろうと言われていた。Syncronys社は、メモリを買わなければWindows 95を動かせないユーザーにとって、SoftRAMは安価な代替策であると位置付けていた。

## FTCによる調査
1995年12月、ドイツのコンピュータ雑誌であるc'tはソフトウェアを逆アセンブルして解析し、このソフトウェアが本来すべき作業を行おうとすらしていないことを発見した。実際、VxDを経由したデータには手が加えられておらず、圧縮など全く行われてはいなかった。このドライバ自体は、Microsoftによる"Windows Development Kit"のサンプルコードをわずかに変更しただけのものであった。また、Windows 3.1のスワップファイルのサイズを気づかれないように拡大し、現在の状態についてシステムに偽の情報を流すことで、システムリソースが増えているように見せかけていた。さらに悪いことには、このソフトウェアはデバッグフラグをオンにしたままコンパイルされており、Microsoftによる本来のドライバよりも動作が低速であった。PC Magazineによるさらなるテストの結果、SoftRAMは異なったRAM容量の環境においても同じだけの動作時間を要することが判明し、PC Magazineのテクニカルライターに「使う価値が全くない」("devoid of value")と評された。Dr. Dobb's Journalによる調査でも、同じ結論が得られた。PC Worldのテストによると、このソフトウェアはハードディスクのキャッシュ容量を増やす以外のことはほとんどしておらず、これは別途ソフトウェアを購入せずとも、知識のあるユーザーであれば簡単に実現可能なことであった。さらに、Syncronys社は"Designed for Windows 95"のロゴを製品のパッケージに使用していたが、実際にはMicrosoftから許諾を得ていなかった。
米国連邦取引委員会(FTC)は1995年末に調査を開始した。この調査によって、最終的にSyncronys社のSoftRAMに対する宣伝は「誤っており、誤解を招く」と結論付けられた。またこの調査は、SoftRAM95についても「SoftRAM95はWindows 95の利用可能なRAMを増やすことはなく、また動作速度、処理能力、その他のWindows 95を使用しているコンピュータのいかなる性能をも強化することはない」と結論付けた。この調査により、1995年12月、SoftRAMおよびSoftRAM95はリコールされ、市場から回収されることとなった。顧客の中には開発元に対して法廷闘争を仕掛けるものもあった。Syncronys社は1996年、FTCと損害賠償訴訟を起こした顧客に対し和解した。FTCとの和解条件として、Syncronys社はいかなる顧客に対しても、返金を求める顧客にはこれを行わなければならないとされた。
結局、Syncronys社は1999年に別の不人気なツールをリリースしたのちに破産した。その債権者の大部分は、SoftRAMの返金を受けられなかった顧客であった。